# アクチノロージン
アクチノロージン(Actinorhodin)は、Streptomyces coelicolorが生産するベンゾイソクロマンキノン系のポリケチド抗生物質である。アクチノロージンの生産に関与する遺伝子クラスターは、生合成酵素と、抗生物質の輸送を担う遺伝子を含む。この抗生物質は、pHに依存して色が変わるため、酸塩基指示薬としての効果も持つ。